# João Mangabeira
João Mangabeira (26 juin 1880 - 27 avril 1964) est un juriste, homme politique et écrivain brésilien.

## Biographie
Mangabeira est le frère du médecin et poète Francisco Mangabeira et de l'homme politique Otávio Mangabeira . Il est admis à la faculté de droit à l'âge de 13 ans et, malgré son appartenance à une famille nombreuse et sans ressources financières, il a réussi à terminer ses études à l'âge de 17 ans. Il a ensuite commencé à exercer le droit à Ilhéus, État de Bahia. Selon le juriste et homme politique fédéral Paulo Brossard :
"Lorsque la session annuelle du jury a commencé, un pauvre accusé a été jugé sans avocat. Le juge a désigné João Mangabeira comme avocat de la défense. Mangabeira ne savait rien du procès. En écoutant le rapport du juge, il a prêté attention à tout : les noms, pages, détails. Dès que le procureur a conclu l'acte d'accusation, le jeune avocat de la défense, désigné quelques minutes auparavant, a brisé l'accusation, en soulignant les contradictions, en corrigeant les noms, en indiquant des pages de procédure qu'il n'avait pas du tout traitées. L'accusé a été acquitté. .. et, par la suite, la ville a commencé à faire confiance à l'avocat qui n'était qu'un enfant, et son cabinet a commencé à avoir des clients."
En 1906, il devient membre du Congrès en tant que député d'État puis député fédéral au Congrès national du Brésil, mais aussi un proche collaborateur du juriste et homme politique Rui Barbosa, qui a participé activement à la conférence de La Haye en 1899 pour promouvoir la paix et le droit humanitaire.
En 1923, à la mort de Barbosa, Mangabeira prononça un discours en son honneur. À l'occasion du centenaire de la naissance de Barbosa en 1949, Mangabeira est président de la Chambre des députés.
En peu de temps, il devient l’une des personnalités les plus éminentes de la Chambre des représentants. Connu à la fois comme membre du Congrès et comme avocat, il devient très apprécié pour son intelligence.
La carrière de Mangabeira comprend la défense du socialisme. En tant que député à l'Assemblée constitutionnelle de 1934, et son opposition à la dictature de Getúlio Vargas et de l'Estado Novo, Mangabeira est condamné à 15 mois de prison. "Je préfère être emprisonné sous cette dictature plutôt que d'être libre et d'être d'accord avec elle", disait-il en 1936.
En 1947, il crée la fondation qui porte son nom, pour construire un socialisme démocratique, après l'expérience autoritariste de l'Union Soviétique.
Alors que son frère Otavio est politiquement un membre du centre ou du centre droit, et reçoit un peu trop chaleureusement le général Dwight Eisenhower lors de sa visite au Brésil en 1946, Joao est plus à gauche.

## Distinction portant son nom
Le titre "Citoyen méritant de la liberté et de la justice sociale João Mangabeira (CBJM)" (portugais : ”Cidadão Benemérito da Liberdade e da Justiça Social João Mangabeira”, CBJM) est la plus haute distinction décernée par l'Assemblée législative de Bahia.
Créé en vertu de la résolution 1222 en 1993, c'est le plus ancien titre décerné par l'Assemblée législative de l'État de Bahia.
La décoration vise à reconnaître les Brésiliens « dévoués aux causes humanitaires et sociales nobles, qui ont abouti au développement politique et socio-économique du Brésil, améliorant considérablement la vie des gens ».